# Ракетный удар по Покровску 7 августа 2023 года
7 августа 2023 года российские войска в ходе своего вторжения в Украину нанесли два ракетных удара по Покровску Донецкой области. Город находился в 40 км от линии фронта. Погибли 10 человек и ранены больше 80. Пострадало много сотрудников полиции и ГСЧС, которые прибыли на место первого взрыва и попали под вторую атаку.
Удар стал одной из многочисленных атак, которым российские силы ежедневно подвергали украинские территории в ходе своего вторжения. При этом Минобороны РФ заявляло, что наносит только «высокоточные удары по военным целям», отрицая свои бомбардировки жилых кварталов и гражданской инфраструктуры. 
Атака соответствует тактике «двойного удара», заключающейся в атаке персонала, прибывающего на место события для спасения пострадавших. Украинская служба BBC отметила, что такая тактика является военным преступлением. 

## Ход событий
Вечером 7 августа 2023 года войска РФ нанесли два ракетных удара  по центру Покровска. Первый удар был нанесен в 19:15 по местному времени жилому дому, а второй — в 19:52 еще одному стоящему рядом жилому дому. Второй удар был нанесен, уже когда на место первого взрыва прибыли полицейские и спасатели. По словам главы Донецкой областной военной администрации Павла Кириленко, удары разрушили многоэтажные жилые дома, частные дома, административные здания, заведения питания, гостиницу. По словам Кириленко, целью первого удара было «убийство гражданских жителей Покровска», а вторая атака была нацелена именно на полицейских и спасателей, прибывших на место ракетного удара. Удары были нанесены двумя ракетами «Искандер».
В ночь на 8 августа спасательные работы приходилось останавливать из-за угрозы повторных обстрелов. 
В спасательных работах приняли участие 46 сотрудников ГСЧС и 12 единиц техники. 

### Другие атаки
В это же время вечером 7 августа авиаудару подвергся Купянский район Харьковской области. Четыре управляемых авиабомбы попали по селу Кругляковка, убив двух и ранив пятерых человек.

## Пострадавшие
По данным украинских властей, при атаке погибли 9 человек, еще 82 человека получили ранения. Позже в больнице умер один из раненых. Среди погибших было 5 гражданских, один полицейский и два спасателя — заместитель начальника ГСЧС по Донецкой области полковник Андрей Омельченко и начальник пожарно-спасательного отряда управления ГСЧС по Донецкой области полковник Виталий Кинц.  
Среди раненых людей было минимум 29 полицейских, 7 спасателей и двое военных. Один из раненых полицейских снимался в фильме «20 дней в Мариуполе». Большое количество жертв среди сотрудников полиции и ГСЧС было вызвано тем, что они прибыли на место первого взрыва и уже там попали под повторную атаку.

## Реакция

### Россия
Минобороны РФ заявило, что российскими силами был нанесен удар по «передовому пункту управления» группировки украинских сил «Хортица».

### Украина
Президент Украины Владимир Зеленский заявил, что россияне нанесли удар «по обычному жилому дому». Зеленский отметил, что повторная атака была совершена после начала спасательной операции, заявив: «Такое сознательное решение террористов — нанести наибольшую боль, наибольший вред. И за это будет максимальная ответственность России».